# Самутпракан (провинция)
Самутпракан (тайск. สมุทรปราการ) — провинция в центральной части Таиланда, расположена к юго-востоку от Бангкока. Площадь — 1004,1 км², население — 1 828 044 чел (2010). Расположена в месте впадения реки Чаупхрая в Сиамский залив. Провинция является частью агломерации Большого Бангкока.
На территории Самутпракан, в округе Бангпхли, расположен новый международный аэропорт Бангкока — Суварнабхуми.

## Административное деление
Провинция подразделяется на 6 округов (ампхе), которые в свою очередь делятся на 50 тамбонов и 396 деревень:
- 1. Самутпракан
- 2. Бангпо
- 3. Бангпхли
- 4. Пхрапраденг
- 5. Пхрасамутчеди
- 6. Бангсаотхонг

## Достопримечательности
- В 12 км к востоку от административного центра находится природный заповедник Бангпу, созданный для сохранения птиц. Это популярное место бангкокцев, где можно покормить зимующих здесь чаек. Парк управляется совместно тайской королевской армией и тайским отделением Всемирного Фонда Дикой Природы. Он был официально основан в честь 72-летия королевы Сирикит в 2004 г.
- Неподалёку от административного центра также находится парк Мыанг Боран («Древний город»), где созданы уменьшенные копии всех исторических зданий Таиланда.
- Провинция также интересна своей крокодиловой фермой и зоопарком.